# روبرت أدير (ممثل)
روبرت أدير (بالإنجليزية: Robert Adair)‏ هو ممثل أمريكي، ولد في 3 يناير 1900 في سان فرانسيسكو في الولايات المتحدة، وتوفي في 9 أغسطس 1954 في لندن في المملكة المتحدة.

## وصلات خارجية
- روبرت أدير على موقع IMDb (الإنجليزية)
- روبرت أدير على موقع قاعدة بيانات الفيلم (الإنجليزية)